# Crno Brdo
Crno Brdo este un sat din comuna Pljevlja, Muntenegru. Conform datelor de la recensământul din 2003, localitatea are 41 de locuitori (la recensământul din 1991 erau 30 de locuitori).

## Demografie
În satul Crno Brdo locuiesc 37 de persoane adulte, iar vârsta medie a populației este de 48,5 de ani (45,0 la bărbați și 53,6 la femei). În localitate sunt 17 gospodării, iar numărul mediu de membri în gospodărie este de 2,41.
Populația localității este foarte eterogenă.
|  |

| Demografie | Demografie | Demografie |
| An         | Locuitori  | Locuitori  |
| ---------- | ---------- | ---------- |
|            |            |            |
|            |            |            |
|            |            |            |
|            |            |            |
| 1948       | 90         |            |
| 1953       | 97         |            |
| 1961       | 100        |            |
| 1971       | 50         |            |
| 1981       | 45         |            |
| 1991       | 30         | 30         |
| 2003       | 41         | 41         |

| \| Componența etnică conform recensământului din 2003[2] \| Componența etnică conform recensământului din 2003[2] \| Componența etnică conform recensământului din 2003[2] \| Componența etnică conform recensământului din 2003[2] \| Componența etnică conform recensământului din 2003[2] \| \| ----------------------------------------------------- \| ----------------------------------------------------- \| ----------------------------------------------------- \| ----------------------------------------------------- \| ----------------------------------------------------- \| \| \| \| \| \| \| \| Muntenegreni \| Muntenegreni \| \| 21 \| 51,21% \| \| Sârbi \| Sârbi \| \| 20 \| 48,78% \| \| necunoscută \| necunoscută \| \| 0 \| 0% \| |              |  |    |        |
| Componența etnică conform recensământului din 2003 |              |  |    |        |
| |              |  |    |        |
| Muntenegreni | Muntenegreni |  | 21 | 51,21% |
| Sârbi | Sârbi        |  | 20 | 48,78% |
| necunoscută | necunoscută  |  | 0  | 0%     |